# Haflinger (automóvil)

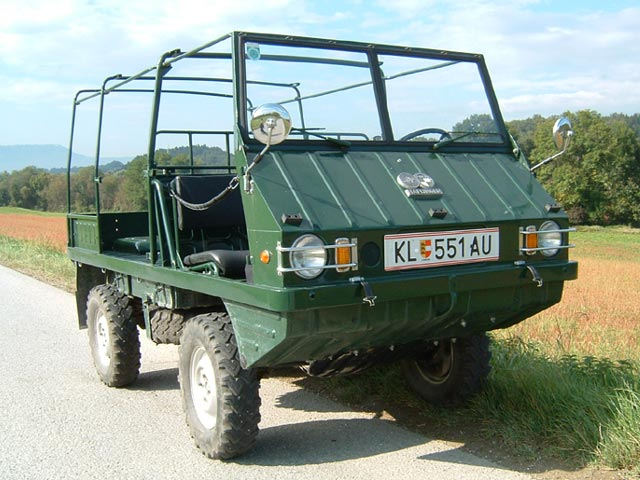
Automóvil Haflinger (1967)

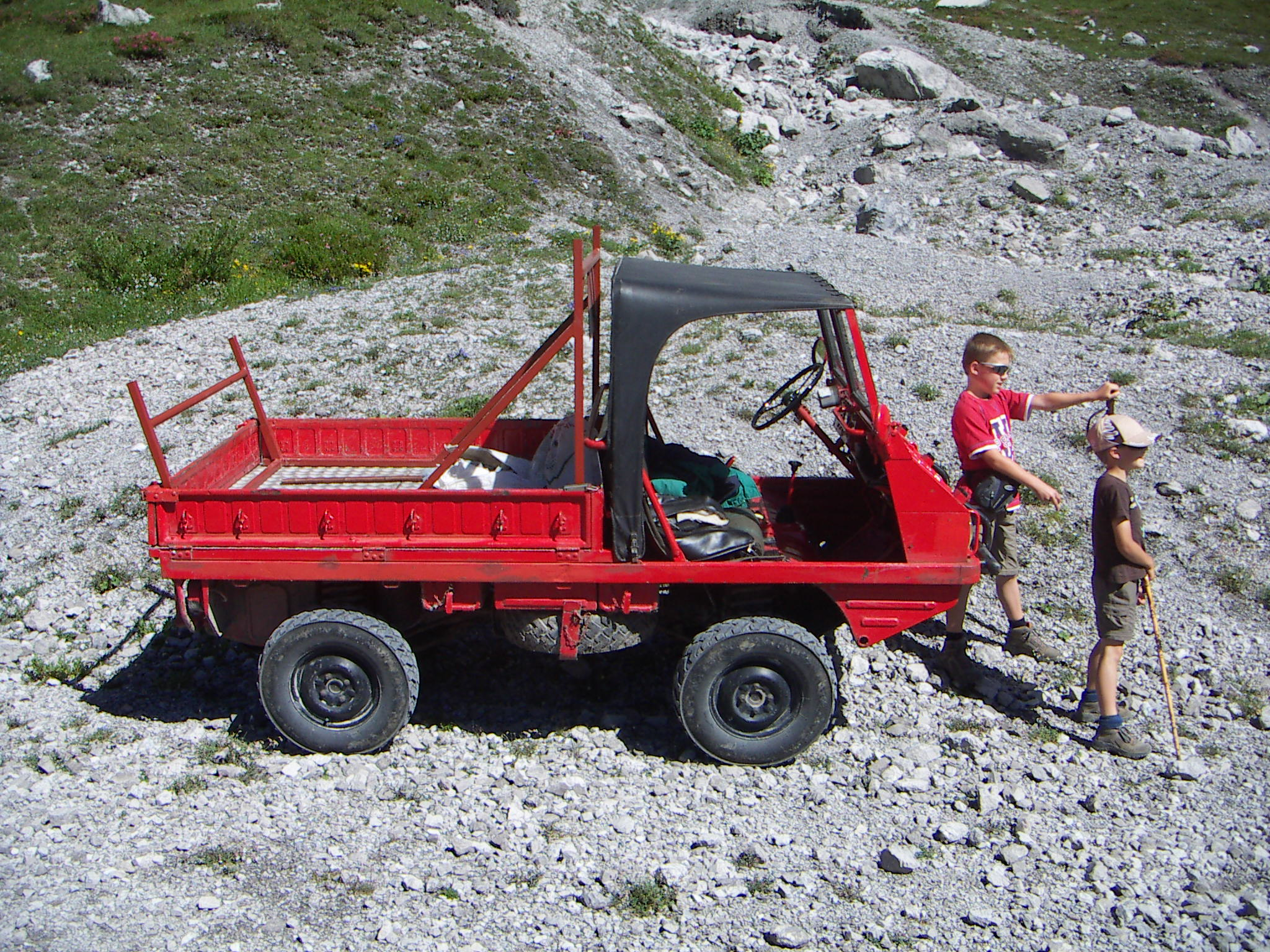
Haflinger de lado, mostrando sus dimensiones reducidas.

El  Haflinger  es un vehículo todoterreno equipado con tracción en las cuatro ruedas, pequeño y ligero que fue fabricado desde 1959 hasta 1974 por la compañía austriaca Steyr-Daimler-Puch. Se fabricaron 16.647 unidades y los clientes principales fueron los ejércitos de Austria y Suiza.
El modelo 700AP tiene unas dimensiones aproximadas de 2850 mm de largo, 1350 mm de ancho y un peso de 600 kg tiene una carga útil de 500 kg, mientras el modelo 703AP tiene una batalla más amplia y llega a medir unos 3200 mm de largo.
El nombre de Haflinger viene de la famosa raza de caballos de montaña.

## Características
Los Haflinger han demostrado un comportamiento fuera de carretera excelente y unas cualidades muy interesantes, que hay que atribuir a un diseño ingenioso basado en las características siguientes:
- Centro de gravedad muy bajo (para un vehículo todo terreno) gracias a un chasis tubular central situado muy bajo y elementos superiores reducidos al mínimo.
- Ángulos de ataque muy generosos tanto delante como detrás.
- Diferenciales en el eje de delante y posterior, bloqueables en marcha (que permiten avanzar siempre que una rueda tenga tracción).
- Diseño de la transmisión mediante ejes pórticos. Los palieres se sitúan más arriba del centro de las ruedas y transmiten la potencia a cada rueda mediante una reducción formada por un piñón y una rueda dentada (esta última concéntrica con la rueda). Esto permite que el cárter del diferencial quede en una posición más elevada, aumentando la distancia libre al suelo.[3]

- Suspensión de 4 ruedas independientes, con un recorrido de unos 25 cm.
- Motor de 2 cilindros tipo bóxer, enfriado por aire. De 643 cc, 24 CV y situado en posición posterior.

## Historia
El diseñador del Haflinger fue el ingeniero austriaco Erich Ledwinka, hijo del famoso Hans Ledwinka (ingeniero pionero e inventor notable en el sector del automóvil).
Uno de los inventos de Hans Ledwinka fue, precisamente, el diseño y la construcción de camiones con ruedas independientes. Mucho mejores que las suspensiones con eje rígido para circular por terrenos irregulares.

## Los Haflinger en la actualidad
Hay propietarios de Haflinger en diversas partes del mundo. Muchos pertenecen a clubes y asociaciones de aficionados a los automóviles todo terreno, que organizan pruebas y concursos de conducción por recorridos difíciles (con nieve, barro, arroyos, fuertes pendientes, ... etc).
En la localidad italiana de  Hafling (Avelengo) y alrededores se celebra cada año una reunión clásica con concentración de propietarios y automóviles Haflinger.